# Расписная синичка
Расписна́я сини́чка, или обыкнове́нная расписна́я сини́чка (лат. Leptopoecile sophiae), — вид воробьиных птиц из семейства длиннохвостых синиц (Aegithalidae).

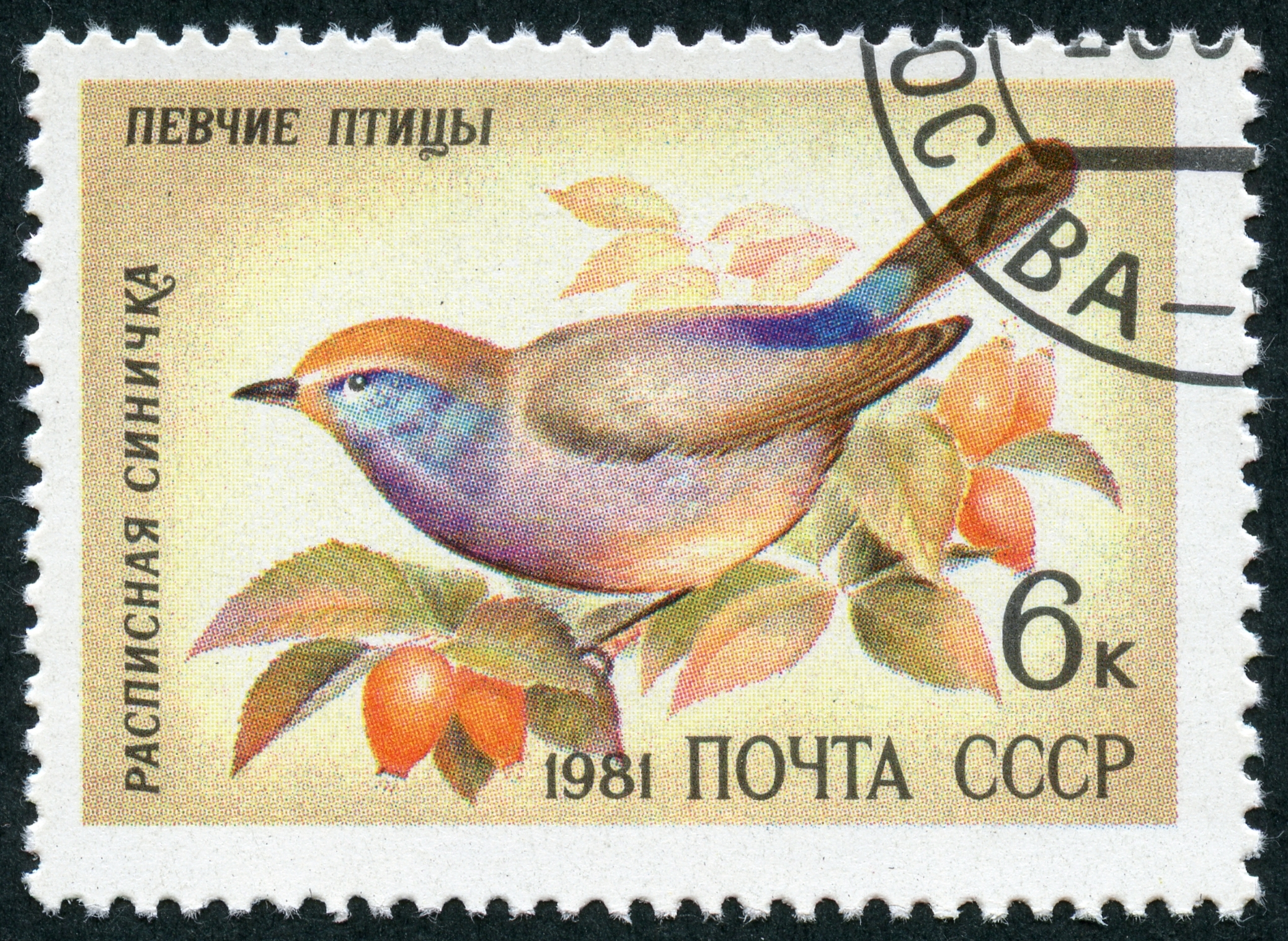
Расписная синичка. Марка СССР. 1981 г. Серия «Певчие птицы»

Вид распространён в Китае, Индии, Казахстане, Непале, Пакистане, России, Таджикистане и Туркменистане. Естественная среда обитания этих птиц — горные леса.